# Шостакі (Ломжинський повіт)
Шостакі (пол. Szostaki) — село в Польщі, у гміні Єдвабне Ломжинського повіту Підляського воєводства.
Населення — 74 особи (2011).
У 1975-1998 роках село належало до Ломжинського воєводства.

## Демографія
Демографічна структура станом на 31 березня 2011 року:
|          | Загалом | Допрацездатний вік | Працездатний вік | Постпрацездатний вік |
| -------- | ------- | ------------------ | ---------------- | -------------------- |
| Чоловіки | 34      | 7                  | 21               | 6                    |
| Жінки    | 40      | 12                 | 20               | 8                    |
| Разом    | 74      | 19                 | 41               | 14                   |